# Tali Kumain
Tali Kumain is een bestuurslaag in het regentschap Rokan Hulu van de provincie Riau, Indonesië. Tali Kumain telt 1845 inwoners (volkstelling 2010).